# Haânkhès
Haânkhès (ḥ3-ˁnḫ=s, « Puisse-t-elle vivre ! ») est une reine de l'Égypte antique, de la XVIIe dynastie.
Elle n'est connue qu'à partir d'une stèle de son fils, le prince Ameni. La stèle a été trouvée dans Coptos et peut être originaire de Dendérah. Une partie de cette stèle est au musée Petrie d'archéologie égyptienne, l'autre est au musée Pouchkine. Ameni avait épousé la princesse Sobekemheb, une fille de Sobekemsaf Ier et de Noubemhat.
Plusieurs hypothèses ont été faites à son propos. Elle a été identifiée, sans certitude, comme une femme du pharaon Sekhemrê-Herouhermaât Antef, ou du pharaon Rahotep,.
Son seul titre connu est femme du roi (ḥmt-nỉswt).